# モーカル
モーカル（Mokal, 1409年頃 - 1433年）は、北インドのラージャスターン地方、メーワール王国の君主（在位：1421年 - 1433年）。モーカル・シング（Mokal Singh）とも呼ばれる。

## 生涯
1409年頃、メーワール王国の君主ラーカーの息子として誕生した。
1421年、父ラーカーが死亡したことにより、王位を継承した 。
1433年、モーカルはチットールガルで死亡し、王位は息子のクンバーが継承した 。